# Fukuda Maszahiro
Fukuda Maszahiro (Jokohama, 1966. december 27. –) japán válogatott labdarúgó.
A japán válogatott tagjaként részt vett az 1992-es Ázsia-kupán.

## Statisztika
| Japán válogatott | Japán válogatott | Japán válogatott |
| Időszak          | Mérk.            | gól              |
| ---------------- | ---------------- | ---------------- |
| 1990             | 5                | 0                |
| 1991             | 2                | 0                |
| 1992             | 8                | 3                |
| 1993             | 15               | 3                |
| 1994             | 0                | 0                |
| 1995             | 15               | 3                |
| Összesen         | 45               | 9                |